# Rui Poças

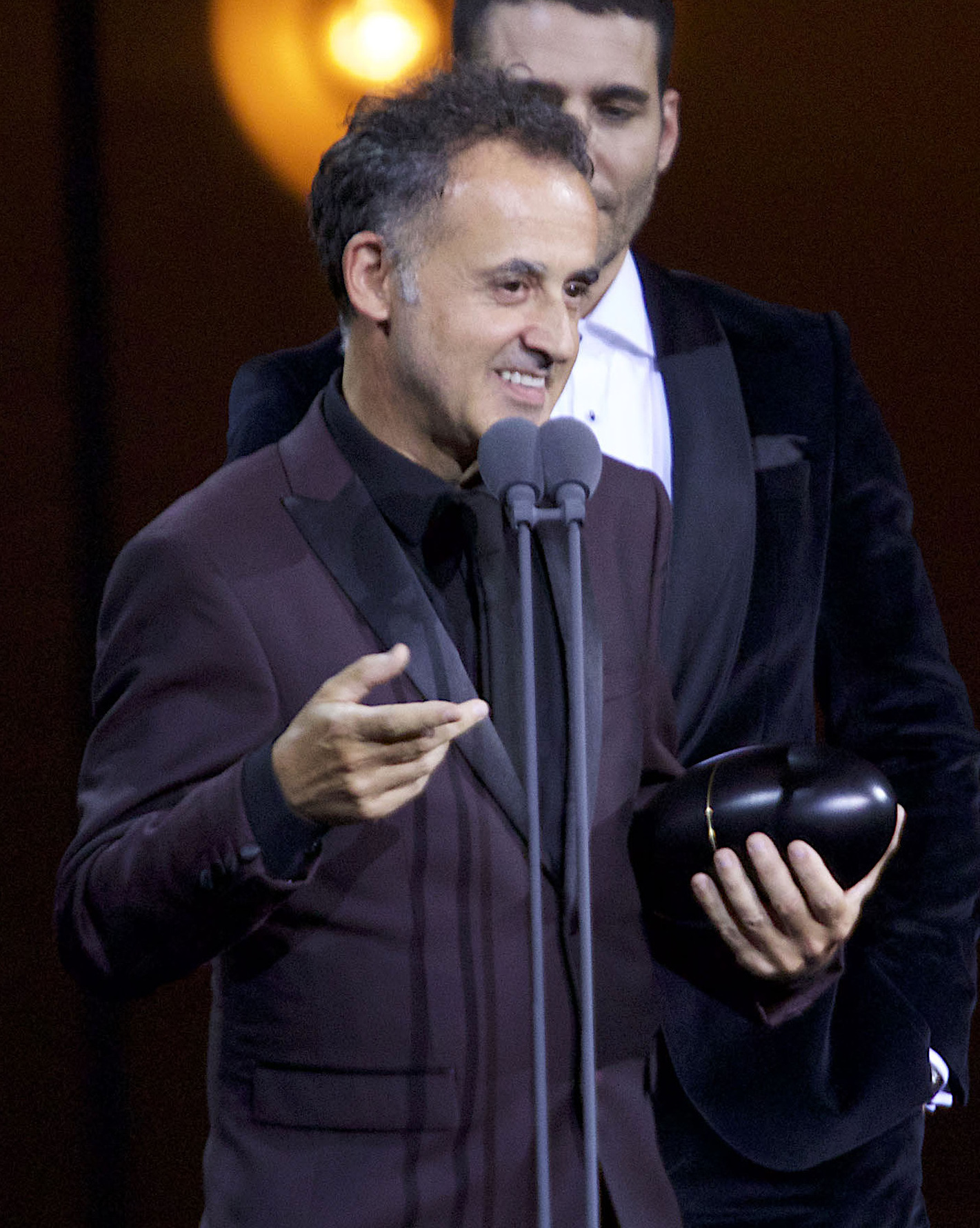
Rui Poças (2018)

Rui Poças (* 4. Dezember 1966 in Porto) ist ein portugiesischer Kameramann.

## Leben
Nach dem Abschluss seines Filmstudiums 1993 an der Escola Superior de Teatro e Cinema und internationalen Kamera-Seminaren in Budapest und A Coruña ging er 1994 an die New York Film Academy. Nach einer Reihe Arbeiten als Kameraassistent zeichnete Poças 1995 erstmals hauptverantwortlich für die Kamera eines Films, in Madina de Boé - A Retirada (Regie: Manuel Costa e Silva, Manuel Tomás). Seither war er Kameramann bei einer Vielzahl von Film- und Videoproduktionen, insbesondere bei Kurzfilmen. So wurde er bereits zweimal beim Kurzfilmfestival Vila do Conde ausgezeichnet.
Die Kamera für seinen ersten abendfüllenden Spielfilm übernahm Poças 1998, in Fernando Fragatas Sweet Nightmare. Aufmerksamkeit erregte er insbesondere durch seine Arbeiten für João Pedro Rodrigues, vor allem sein wirkungsvolles Licht in O Fantasma (2000).
Nach Filmen wie André Valente (R: Catarina Ruivo, 2003) oder Odete (R: João Pedro Rodrigues, 2005) wurde die Arbeit Poças’ international bekannt mit dem preisgekrönten Film Tabu – Eine Geschichte von Liebe und Schuld (2012, Regie Miguel Gomes).

## Filmografie (Auswahl)
| - 1991: Mar de Rosas (R: Luís Matos) - 1995: Madina da Boé – A Retirada (R: Manuel Costa e Silva, Manuel Tomás) - 1995: A. Palolo – Ver o Pensamento a Correr (R: Jorge Sila Melo) - 1998: Sweet Nightmare (R: Fernando Fragata) - 2000: Outro País: Memórias, Sonhos, Ilusões… Portugal 1974/1975 (R: Sérgio Tréfaut) - 2000: O Fantasma (R: João Pedro Rodrigues) - 2000: Inventário de Natal (Kurzfilm, R: Miguel Gomes) - 2001: A Hora da Morte (TV-Film, R: José Nascimento) - 2001: Duplo Exílio (R: Artur Ribeiro) - 2002: O Rapaz do Trapezio Voador (R: Fernando Matos Silva) - 2002: Rádio Relâmpago (TV-Film, R: José Nascimento) - 2004: Toma Lá do O´Neill (Dok., R: Fernando Lopes) - 2004: Maria e as Outras (R: José de Sá Caetano) - 2004: André Valente (R: Catarina Ruivo) - 2004: A Cara que Mereces (R: Miguel Gomes) - 2005: Odete (R: João Pedro Rodrigues) - 2006: Es geht voran! (Daqui pra Frente) (R: Catarina Ruivo) | - 2008: Fernando Lopes, Provávelmente (Dok., R: João Lopes) - 2008: Aquele Querido Mês de Agosto (R: Miguel Gomes) - 2008: O Tapete Voador (Dok., R: João Mário Grilo) - 2009: To Die Like a Man (Morrer Como Um Homem) (R: João Pedro Rodrigues) - 2009: Duas Mulheres (R: João Mário Grilo) - 2009: La guitare de diamants (R: Frank Beauvais) - 2012: Tabu – Eine Geschichte von Liebe und Schuld (R: Miguel Gomes) - 2012: O Que Arde Cura (Kurzfilm, R: João Rui Guerra da Mata) - 2012: Manhã de Santo António (Kurzfilm, R: João Pedro Rodrigues) - 2017: Der Ornithologe (O Ornitólogo) (R: João Pedro Rodrigues) - 2017: Gute Manieren (As Boas Maneiras) (R: Juliana Rojas, Marco Dutra) - 2017: Al Berto – Grenzenlose Liebe (R: Vicente Alves do Ó) - 2017: Zama (R: Lucrecia Martel) - 2019: Frankie (R: Ira Sachs) - 2022: A Little Love Package (R: Gastón Solnicki) - 2022: Will-o’-the-Wisp (Fogo-Fátuo) (R: João Pedro Rodrigues) - 2023: Lovely, Dark, and Deep (R: Teresa Sutherland) - 2024: Grand Tour (R: Miguel Gomes) |